# Grand Prix Slovenian Istria
Le Grand Prix Slovenian Istria (Grand Prix Izola jusqu'en 2018) est une course cycliste sur route masculine slovène. Créé en 2014, il fait partie de l'UCI Europe Tour depuis sa création, en catégorie 1.2. Il ne doit pas être confondu avec le GP Slovenia, une course cycliste également organisée en Slovénie, mais dans la région de Haute-Carniole.
L'édition 2020 est annulée à cause de l'épidémie de maladie à coronavirus.

## Palmarès
| Année | Vainqueur              | Deuxième            | Troisième         |                  |
| ----- | ---------------------- | ------------------- | ----------------- | ---------------- |
| 2014  | Christian Delle Stelle | Fabio Chinello      | Fabian Schnaidt   |                  |
| 2015  | Gregor Mühlberger      | Primož Roglič       | Paolo Ciavatta    |                  |
| 2016  | Jure Golčer            | Markus Eibegger     | Markus Freiberger |                  |
| 2017  | Filippo Fortin         | Marko Kump          | Matej Mugerli     |                  |
| 2018  | Dušan Rajović          | Daniel Auer         | Matthew Gibson    |                  |
| 2019  | Marko Kump             | Paolo Totò          | Davide Gabburo    |                  |
| 2020  | annulé/abandonné       | annulé/abandonné    | annulé/abandonné  | annulé/abandonné |
| 2021  | Mirco Maestri          | Leonardo Marchiori  | Daniel Smarzaro   |                  |
| 2022  | Daniel Auer            | Oliver Stockwell    | Nicolò Buratti    |                  |
| 2023  | Bartłomiej Proć        | Alberto Bruttomesso | Anže Skok         |                  |
| 2024  | Marcin Budziński       | Max van der Meulen  | Riccardo Zoidl    |                  |